# Vienna Cricket and Football-Club
Le Vienna Cricket and Football-Club est un club omnisports basé à Vienne et fondé le 23 août 1894.
Composé de deux sections sportives (tennis et athlétisme), le club est à l'origine un club de cricket et de football.
La section football remporte la Challenge Cup en 1897 et en 1902 et échoue en finale en 1900 et 1904. Le Cricketer se classe deuxième de la Coupe Tagblatt en 1901.
Le club participe au Championnat d'Autriche de football lors de la saison 1911-1912.